# درباره تمثیل
«دربارهٔ تمثیل» (آلمانی: Von den Gleichnissen) یک قطعه داستان کوتاه از فرانتس کافکا است.

## تحلیل
این داستان وقتی توسط کافکا نوشته شد که مشغول خواندن یهودنامه بود و علاقه خاصی به معلومات مرتبط با میشنا داشت.